# 元谷百合奈
元谷 百合奈（もとや ゆりな、1992年（平成4年）4月3日 - ）は、日本の女優、政治家。豊島区議会元議員（1期）。

## 人物
東京都豊島区長崎の「カテイ堂薬局」の長女として生まれる。目黒星美学園小学校、目黒星美学園中学校・高等学校、桐朋学園芸術短期大学芸術科演劇専攻卒業。
短大卒業後にパラオ共和国の親善大使に就任。2013年7月にバーニング養成所に入所、女優としてはミライプロダクションに所属していた。
豊島区の観光大使「第6代ソメイヨシノ桜の観光大使」のコンテストに出場し、就任。2019年の統一地方選挙で都民ファーストの会から豊島区議会議員選挙に出馬し、最年少で当選した。
2023年1月24日に夫と離婚し、同年1月27日付で豊島区議会議員を辞職した。

## 親族
曽祖父の元谷宇吉は「カテイ堂薬局」を経営し、豊島区議会議長を4期務めた。夫とは2020年2月22日に結婚。夫は元レスリング選手で大学卒業後、1年間レスリングのコーチとして大学に残ると、その後企業リスクの調査と対応支援を行う会社に就職した。2017年頃に不動産の売買などを行う会社を設立すると、代表取締役に就任した。
警視庁調布署は、警察官などに成り済まして80代女性からキャッシュカードを盗んだとして窃盗の疑いで元谷の夫を逮捕したと2023年1月20日に発表。調布署によると、元谷の夫は「金を借りていた人から仕事を紹介された。他に5件ほどやった。」と容疑を認めているという。元谷は自身のTwitterで夫が逮捕されたことを認め「被害に遭った方に深くお詫び申し上げ、早急な事態の把握に努めるとともに、捜査へ全面的に協力していく。」とコメントした。

## 出演

### テレビドラマ
- TBS「親父の背中」2話
- TBS「Nのために」
- CX Mr.サンデー再現ドラマ 「韓国セウォル号沈没の真相」
- CX「世にも奇妙な物語”16春の特別編”」
- CX「ラブラブエイリアン」3話

### MV
- NICO Touches the Wallls「転地ガエシ」
- いきものがかり「Sweet!Sweet!Music!」

### 舞台
- 「これが人生」
- 「ホタル～舞姫ストリーム～」
- 「まつさん」
- 「DANCE DANCE DANCE! 踊りが丘学園 〜 これが私の舞活動」

### 映画
- 映画「9 〜ナイン〜」ハルエ役
- 映画「さざ波ラプソディー」 駿台文子役